# Yahya Adl

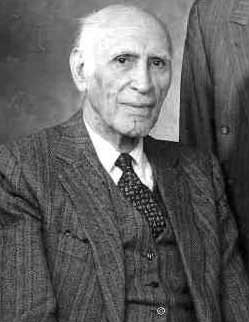
Fotografía de antes de 1970

Yahya Adel/Yahyā ’Adl (en persa: یحیی عدل, Tabriz, 1908-Teherán, 3 de febrero de 2003) fue un preminente cirujano y político iraní (Partido del Pueblo) considerado el Padre de la cirujía moderna en Irán. 
1. ↑  http://www.tabnakazarsharghi.ir/fa/news/32728/%D8%AA%D8%A8%D8%B1%DB%8C%D8%B2-%D8%B4%D9%87%D8%B1-%D8%A7%D9%88%D9%84%DB%8C%D9%86-%D9%87%D8%A7

- Datos: Q6390194
- Multimedia: Yahya Adl / Q6390194